# Субботствующие пятидесятники
Субботствующие пятидесятники (самоназвание — Евангельские христиане-субботники, крещённые Духом Святым) — протестантская пятидесятническая деноминация, сложившаяся в 1920—30-е годы на Западной Украине, одна из соблюдающих субботу пятидесятнических церквей. В эти годы на Западе Украины действовали в том числе миссионеры американской Церкви Бога (Кливленд, Теннесси) и издавали в 1933—1939 годах в г. Кременец Тернопольской области (тогда территория Польши) под редакцией Д. Герасевича журнал «Строитель Церкви Бога» (укр. Будівничий Церкви Божої), а также сборники церковных гимнов. Именно в среде крещённых этой миссией и появились субботствующие пятидесятники, теология которых в целом соответствовала учению американской церкви, в частности, учению о трех благословениях — обращении, освящении и крещении Духом (уже это отличает их от большинства пятидесятников стран бывшего СССР, признающих необходимость двух благословений). Самой же характерной их чертой стало соблюдение субботы в качестве дня Господнего, вместо воскресенья, а также отрицание догмата о Троице в пользу богословия пятидесятников-единственников, в чём они разошлись и с американской миссией. Кроме того, в отличие от многих протестантов,  обряд братского лобызания разрешён с лицами противоположного пола. Большое внимание в вероучении уделяется дотысячелетнему пришествию Христа и десяти заповедям.
В послевоенные годы в СССР несколько общин смогли зарегистрироваться на правах автономии. В 1952 году министр Государственной безопасности С. Д. Игнатьев согласился с предложением секретаря ЦК КП(б) Молдавии Л. И. Брежнева о дополнительной высылке социально-опасных элементов и направил в ЦК КПСС письмо с предложением сослать из Бельского округа Молдавской ССР семьи субботствующих: "а также [сослать] 400 семей иннокентьевцев, архангелистов, субботствующих, пятидесятников, адвентистов-реформистов общим числом 1100 человек".
Объединением общин субботствующих пятидесятников является «Союз церквей евангельских христиан-субботников, крещённых Духом Святым», действующий на территории Украины (в основном в Закарпатской области и на Волыни), но также включающий немногочисленные группы в Прибалтике и России (главным образом в Краснодарском крае).